# (6757) Addibischoff
(6757) Addibischoff – planetoida z pasa głównego asteroid okrążająca Słońce w ciągu 4 lat i 339 dni w średniej odległości 2,89 j.a. Została odkryta 20 września 1979 roku w Palomar Observatory przez Schelte Busa. Nazwa planetoidy została nadana na cześć Adolfa Bischoffa (ur. 1955), profesora Instytutu Planetologii, Westfälische Wilhelms-Universität w Münster.